# Lissonotus spadiceus
Lissonotus spadiceus là một loài bọ cánh cứng trong họ Cerambycidae.